# Jean Larcher

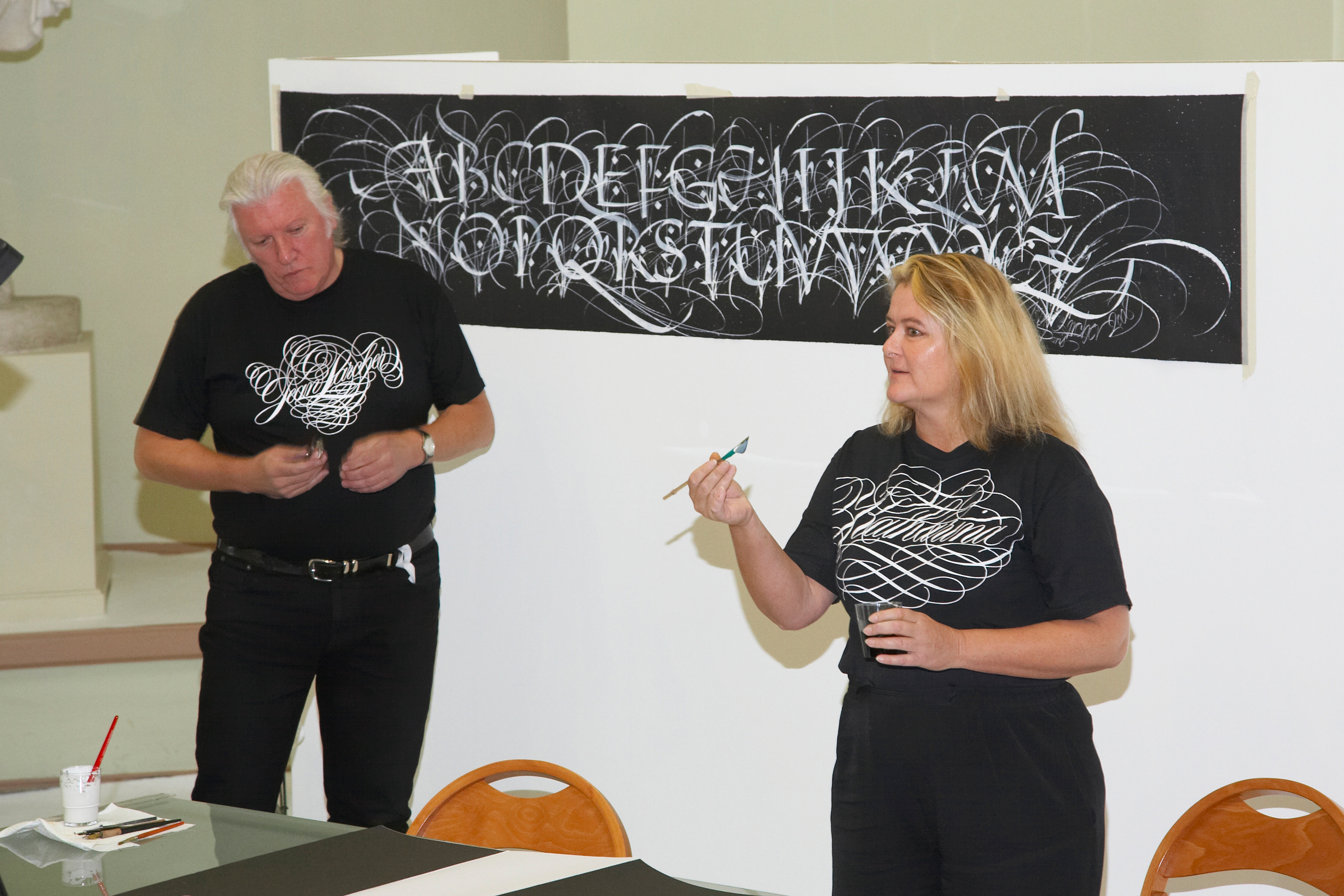
Jean Larcher und Katharina Pieper veranstalten einen Workshop bei der Internationalen Kalligrafie-Ausstellung 2008 in Sankt Petersburg

Jean Larcher (* 28. Januar 1947 in Rennes; † 17. Januar 2015 in Cergy) war ein französischer Kalligraf, Typograf und Schriftkünstler. Er war international als Dozent für Schriftkunst und Typografie tätig. Seine Werke werden auf der ganzen Welt in Ausstellungen und Museen gezeigt.

## Leben und Wirken
Jean Larcher absolvierte von 1962 bis 1965 eine Lehre als Schriftsetzer und Typograf an der École Gambetta de la Chambre de Commerce in Paris. Danach arbeitete er einige Jahre in einer großen Pariser Werbeagentur. Ab 1973 war Larcher freiberuflich in Paris als Schriftkünstler und Kalligraf tätig. Seine nationalen und internationalen Kunden kamen vor allem aus den Medien, Werbeagenturen, Modeunternehmen und der Musikbranche. Von 1975 bis 2002 hatte er einen Lehrauftrag an der École nationale supérieure d’arts de Cergy-Pontoise in Cergy-Pontoise. 1978 bis 1990 war Larcher Mitglied der Association Typographique Internationale. 1982 unterrichtete Larcher bei Réécriture de l’Écriture École des Beaux Arts in Besançon. Von 1985 bis 2013 war er Dozent an verschiedenen Hochschulen, leitete Kalligrafie-Workshops in vielen europäischen und außereuropäischen Ländern und nahm an zahlreichen Ausstellungen teil. Einige seiner Werke wurden in die Berliner Sammlung Kalligraphie der Akademie der Künste aufgenommen und im Jahr 2008 im Rahmen der Ausstellung Im Zaubergarten der Schrift. Berliner Sammlung Kalligraphie. gezeigt. Sein Lebenswerk Traits de Charactere – Character Traits – Linien mit Charakter, das seine langjährige Lebensgefährtin Katharina Pieper in ihrer Edition in Homburg herausgab, zeigt den Höhepunkt seines künstlerisch-kalligrafischen Schaffens.
Anfang 2015 verstarb Jean Larcher wenige Tage vor Vollendung seines 68. Lebensjahres plötzlich in seinem Atelier in Cergy bei Paris. Zum Gedenken an den Schriftkünstler wurde in der Stiftung Schriftkultur ein Jean-Larcher-Archiv eingerichtet.

## Schriften (Auswahl)
- Dover Publications Inc. (Hrsg.): Geomatrical Designs and Optical Art. Mineola, 1974, ISBN 0-486-23100-3 (englisch).
- Noria Editions (Hrsg.): Propositions pour une typographie nouvelle. Saint-Fargeau Ponthierry 1976, ISBN 2-85721-005-1 (französisch).
- Dover Publications Inc. (Hrsg.): Fantastic Alphabets. Mineola, 1977, ISBN 0-486-23412-6 (englisch).
- Dover Publications Inc. (Hrsg.): Optical and Geometrical Allover Patterns. Mineola, 1979, ISBN 0-486-23758-3 (englisch).
- Quintette Editions (Hrsg.): Calligraphies. Paris 2000, ISBN 2-86850-004-8 (englisch).
- Katharina Pieper Edition (Hrsg.): Traits de Caractère. Homburg 2014, ISBN 978-3-00-044824-9.